# Laša Bekauri
Laša Bekauri (Arkhiloskalo, 26. srpnja 2000.) profesionalni je gruzijski judist. Aktualni je olimpijski pobjednik (Tokio 2020.) i europski prvak u kategoriji do 90 kilograma (Lisabon 2021.) Bivši je dvostruki svjetski prvak za mlade (Nassau 2018. i Marakeš 2019.)
Najveći uspjeh u karijeri mu je osvajanje zlatnog odličja na Olimpijskim igrama u Tokiju. Pobjedama protiv Izraelca Li Kochmana u osmini finala, Uzbekistanca Davlata Bobonova u četvrtfinalu, Rusa Mihaila Igolnikova u polufinalu, izborio je borbu na naslov olimpijskog pobjednika u kategoriji do 90 kg. U finalu ga je čekao Nijemac Eduard Trippel. Laša je slavio i osvojio prvo zlato za Gruziju na Olimpijskim igrama u Tokiju.  
Osim naslova olimpijskog i europskog prvaka, ostvario je još nekoliko zapaženih uspjeha u karijeri. Osvajač je zlata (2019.) i bronce (2021.) s IJF Svjetskih mastersa, zlata s IJF Grand Slama u Jeruzalemu (2021.) i srebra s Ljetne univerzijade održane u Napulju 2019. godine.

## Vanjske poveznice
- Profil Laše Bekaurija na LesSports.info